# 東海大学付属静岡翔洋高等学校・中等部
東海大学付属静岡翔洋高等学校・中等部（とうかいだいがくふぞく しずおかしょうようこうとうがっこう・ちゅうとうぶ）は、静岡県静岡市清水区折戸にある私立高等学校・中学校。東海大学の附属学校で、同大学海洋学部・人文学部（静岡キャンパス清水校舎）の敷地内にある。2015年4月1日に東海大学付属翔洋高等学校・中等部から校名を変更し、同時に完全週6日制を実施した。

## 概要
高校は1999年に東海大学第一高等学校と東海大学工業高等学校が合併して、東海大学付属翔洋高等学校として誕生した。
中等部は、東海大学第一中学校が前身で、静岡市葵区の柚木駅近くの東海大学短期大学部のキャンパス内にあったが、2003年、翔洋高等学校との中高一貫教育のため、現在の場所に移転し、改称された。略称は「静岡翔洋」・「翔洋」。なお、校名変更前の略称は「東海大一（とうかいだいいち）」であった。
部活動に力を入れており、高等学校では第一高校時代にサッカー部が全国優勝、吹奏楽部が全日本吹奏楽コンクールで金賞を4度受賞しているほか、甲子園、花園の出場経験がある。県内で初めて女子硬式野球部を創部している。中等部ではサッカー部が主要全国タイトルを全国中学最多の計8回のほか、軟式野球部も全国大会優勝の実績がある。
中学校・高等学校・大学の中高大一貫教育を謳っており、半数以上の生徒が東海大学へ進学している。

## 沿革
- 1946年 - 前身となる晁陽工業学校が開校。
- 1948年 - 晁陽工業学校が駿河高等学校に校名変更。
- 1949年 - 東海大学第一中学校開校。
- 1951年 - 駿河高等学校を買収し、「東海大学高等学校」が開校[注釈 1] [1][2][3]。
- 1959年 - 東海大学工業高等学校が開校するに伴い、東海大学高等学校が「東海大学第一高等学校」に校名変更。
- 1999年4月 - 東海大学第一高等学校と東海大学工業高等学校が合併し「東海大学付属翔洋高等学校」が開校され、普通科普通コース、特別進学コース、芸術コース、スポーツコースと科学技術科総合コース、情報コースを設置。
- 2003年4月 - 東海大学第一中学校が東海大学付属翔洋中学校に名称を変更し翔洋高校内に移転。
- 2004年4月 - 2004年度から普通科芸術、スポーツコースと科学技術科の募集を打ち切る。
- 2006年4月 - 芸術コース、スポーツコース、科学技術科の生徒が卒業し、普通科総合進学コース（ベーシックコース）、特別進学コース（アクセルコース）の1科2コースとなる。
- 2009年4月 - 東海大学付属翔洋中学校が東海大学付属翔洋高等学校中等部に校名変更。
- 2015年4月 - 東海大学付属翔洋高等学校・中等部を「東海大学付属静岡翔洋高等学校・中等部」に校名変更[4]。

## 設置学科
- 普通科
  - アクセルコース - 特別進学クラスと英数探究クラスのハイブリッド型クラス
  - ベーシックコース - 文理総合クラスと競技選抜クラスの特徴を併せ持つクラス

## 部活動
- 生徒会

運動部
- 男子硬式野球部（強化部）
- 女子硬式野球部（強化部）
- 男子バスケットボール部
- 女子バスケットボール部
- 男子バレーボール部
- 女子バレーボール部
- ソフトテニス部
- 男子サッカー部（強化部）
- 女子サッカー部（強化部）
- 男女ラグビー部（強化部）
- 陸上競技部（強化部）
- 陸上競技部長距離・駅伝（強化部）
- 空手道部
- 柔道部（強化部）
- 剣道部（強化部）
- フェンシング部
- チア＆ダンス部（強化部）
- 弓道部
- 卓球部
- フットサル部
- ハンドボール部
- バドミントン部

文化部
- 放送部
- IT部
- 自然科学部
- 英語部ESS
- 美術部
- 演劇部
- 茶華道部
- 書道部
- 吹奏楽部（強化部）
- 写真部
- 競技かるた部

### 実績
- 男子硬式野球部

全国高等学校野球選手権大会 出場回数：6回（ベスト8：1回）
選抜高等学校野球大会 出場回数：3回（ベスト4：1回）
中等部 全国中学校軟式野球大会　優勝2回（1994・2023年）、準優勝3回（2008・2009・2022年）
中等部 全日本少年軟式野球大会　準優勝1回（2005年）、ベスト4（2013年）
- 女子硬式野球部

全国高校女子野球選手権大会 出場回数：5回（ベスト4：2024年）
全国高校女子野球選抜大会 出場回数：3回（準優勝：2024年）
- 男子サッカー部

全国高等学校サッカー選手権大会 出場回数：2回（優勝1回、準優勝1回）
- ラグビー部

全国高校ラグビーフットボール大会 出場回数：26回
全国高等学校選抜ラグビーフットボール大会 出場回数：3回
全国高等学校7人制ラグビーフットボール大会 出場回数：4回（準優勝1回）
全国高等学校選抜女子セブンズラグビーフットボール大会 出場回数：1回
- 陸上競技部

2021年 全国高校総体 男子学校対抗総合（第2位）、男子学校対抗トラック（第3位）、男子学校対抗フィールド（第1位）、男子800ｍ優勝（大会新記録）
- フットサル部

2024年 夏の高校生フットサル大会（優勝）
2022年 U-18日本フットサル施設連盟選手権大会 （準優勝）
夏の高校生フットサル大会（優勝）
2019年 JFA全日本U-18フットサル選手権大会全国大会 （ベスト8）
夏の高校生フットサル大会（優勝）
- フェンシング部

2024年 全国高等学校総合体育大会男子学校対抗（団体戦）ベスト8
2023年 全国高等学校総合体育大会男子学校対抗（団体戦）ベスト16
2022年 全国高等学校選抜フェンシング大会 学校対抗エペの部（ベスト8）
2021年 全国高等学校総合体育大会 男子団体戦（フルーレ）ベスト16
- 柔道部

2021年 全国高等学校柔道大会 女子団体（第5位）
2018・2021年 全国高等学校柔道選手権大会 女子団体（ベスト8）
2005・2017年 全国高等学校柔道選手権大会 男子団体（ベスト16）
- 放送部

2024年 全国高等学校総合文化祭 朗読部門 優秀賞・文化庁長官賞
第16回古典の日朗読コンテスト決勝大会（全国大会）大賞受賞（優勝）
2022年 第39回NHK杯全国中学校放送コンテスト アナウンス部門 優勝(最優秀賞)
- チア＆ダンス部（旧チアリーダー部）

チーム名 BLUE SHARKS
2025年 Performance Cheer Grand Final　Jazz部門 高校編成 第2位
全国高等学校ダンスドリル選手権大会2025 SONG/POM部門 Medium編成 第1位（優勝）、DRILL POM部門 Large編成 第1位（優勝）、団体総合 第3位、特別賞Best Overall Choreography受賞
第15回全国中学校ダンスドリル選手権大会 ドリルポン部門＆SONG/POM部門Small編成 2部門（優勝）団体総合優勝 文部科学大臣賞受賞
2024年 ALL JAPAN CHEER DANCE CHAMPIONSHIP 決勝大会　高校編成Jazz部門第1位（優勝）、高校編成 Pom部門 Medium 第2位
全国⾼等学校ダンスドリル選⼿権⼤会 JAZZ部⾨ Medium編成 第2位、SONG/POM部⾨ Medium編成 第1位（優勝）、DRILL POM部⾨ Large編成 第2位、特別賞 Best Overall Presentation受賞
第14回全国中学校ダンスドリル選手権大会 SONG/POM部⾨ Small編成第1位・団体総合第2位（準優勝）
Performance Cheer Grand Final（パフォーマンスチア グランドファイナル）　Jazz部門 第2位、Pom部門 第5位、Doubles部門 第2位
USA Nationals 2024
高校編成Jazz部門 第1位（優勝）（BLUE SHARKS)
高校編成Song/Pom部門 Large A 第3位（スピリット賞）（BLUE SHARKS)
高校編成Song/Pom部門 Small C 第9位（BLUE SHARKS)
中学校編成Song/Pom部門 Small A 第5位（BLUE SHARKS Jr）
2023年　全国高等学校ダンスドリル選手権大会　SONG/POM Medium部門第3位、DRILL/POM Large部門 第1位（優勝）・特別賞「Dr.KAY TEER CRAWFORD AWARD」受賞
第13回全国中学校ダンスドリル選手権大会　SONG/POM Small編成第2位・団体総合第3位
USA Nationals 2023
中学校編成Song/Pom Small A 優勝（BLUE SHARKS Jr）
高校編成JazzB編成部門 第2位（BLUE SHARKS)
高校編成Song/Pom Large A編成部門 第2位（BLUE SHARKS)
Jazz部門 Performance Cheer Grand Final 出場権獲得
2022年　第12回全国中学校ダンスドリル選手権大会　ソングリーダーSmall編成第2位・Special Award（審査員賞）
CDE Cheerleading Championship 2022
Performance Cheer Team Pom 高校編成 第1位
Performance Cheer Team Jazz オープン部門 第1位
2021年　USA Nationals 2022
USA School&Colleges Nationals2021高校編成Danceグランプリ
中学校編成 Song/Pom Small 優勝（BLUE SHARKS Jr）
高校編成Jazz部門 第2位（BLUE SHARKS)
高校編成Song/Pom Large 第2位（BLUE SHARKS)
2021年　全日本チアダンス選手権大会
Pom部門 高校生 Large編成 第3位（BLUE SHARKS)
2021年　全国高等学校ダンスドリル選手権大会
JAZZ部門Medium編成 第1位　Best Overall Choreography（振付賞）（BLUE SHARKS)
SONG/POM部門Medium編成 第2位（BLUE SHARKS)
2020年　USA Nationals 2021
高校編成Jazz部門　第1位   ※高校編成Danceグランプリ
高校編成Song/Pom Medium B 第2位（BLUE SHARKS)
高校編成Song/Pom Small 第2位（SHARKS B）
2020年　全日本チアダンス選手権大会
Pom部門 高校生Medium編成  第5位（BLUE SHARKS)
Jazz部門 高校生編成  第2位（BLUE SHARKS)
2019年　全国高等学校ダンスドリル選手権2019　団体総合2位　朝日新聞社賞
2018年　全国高等学校ダンスドリル選手権2018　団体総合5位
2017年　USAスクール＆カレッジコンペティション2017（夏の大会）
高校編成　Song/Pom部門　Advance　Large編成　優勝
高校編成　Song/Pom部門　Advance　Small編成優勝
2017年　全国高等学校ダンスドリル選手権2017　団体総合第3位
Jazz部門　優勝・ソングリーダーLarge編成　優勝
2017年　USAスクール＆カレッジナショナルズ2017
Jazz部門　優勝・ソングリーダーLarge編成　2位
2016年　全国高等学校ダンスドリル選手権2016　審査員特別賞
2016年　USAスクール＆カレッジナショナルズ2016　Song/Pom-large部門　2位（WSCC世界ダンス高校選手権の出場権獲得）フロリダ州オークランド
2016年　USAスクール＆カレッジナショナルズ　2016　JAZZ部門　4位
2015年　全国高等学校ダンスドリル選手権2015　ショートフラッグ部門　第3位
2015年　全国高等学校ダンスドリル選手権2015　ソングリーダーSmall編成　第5位
2015年　USAスクール＆カレッジナショナルズ2015 ソングリーダーMedium編成　8位
2015年　USAスクール＆カレッジナショナルズ2015 JAZZ部門　6位
2013年　全国ダンスドリル選手権大会優勝
2013年　第40回マーチングバンド・バトントワーリング全国大会 ポンポン編成 銀賞
2012年　第39回マーチングバンド・バトントワーリング全国大会 ポンポン編成 金賞
2011年　第38回マーチングバンド・バトントワーリング全国大会 ポンポン編成 金賞
2010年　第37回マーチングバンド・バトントワーリング全国大会 ポンポン編成 銀賞
2009年　第36回マーチングバンド・バトントワーリング全国大会 ポンポン編成 銀賞
2008年　第35回マーチングバンド・バトントワーリング全国大会 ポンポン編成 銀賞
2007年　第34回マーチングバンド・バトントワーリング全国大会 ポンポン編成 銀賞
2006年　第33回マーチングバンド・バトントワーリング全国大会 ポンポン編成（大編成） 金賞 人数別優秀賞 手具編成別最優秀賞
2005年　第32回マーチングバンド・バトントワーリング全国大会 ポンポン編成 金賞
2004年　第31回マーチングバンド・バトントワーリング全国大会 ポンポン編成 金賞
2003年　第30回マーチングバンド・バトントワーリング全国大会 ポンポン編成 銀賞
2002年　第29回マーチングバンド・バトントワーリング全国大会 ポンポン編成 金賞
2001年　第28回マーチングバンド・バトントワーリング全国大会 ポンポン編成 金賞
2000年　第27回マーチングバンド・バトントワーリング全国大会 ポンポン編成 銀賞
- 吹奏楽部

通称:SHOYO BRASS
全日本吹奏楽コンクール出場回数：19回（金賞受賞4回、3年連続出場規定・不出場経験有り）
2023年 東海大会出場
全日本高等学校選抜吹奏楽大会出場回数：13回（グランプリ1回）
全日本高等学校吹奏楽大会in横浜出場回数:8回 （優勝1回）
2023年 連盟理事長賞
2022年 連盟理事長賞
2021年 審査員長賞
TOKYO DISNEY SEA Dreamers on Stage 出演
日本管楽合奏コンテスト全国大会出場回数:6回(6年連続)
2020～24年（B部門優秀賞）
2019年（B部門優秀賞＆ヤマハ賞）
全国ポピュラーステージ吹奏楽コンクール全国大会 出場回数：1回
全日本ブラスシンフォニーコンクール全国大会 出場回数：1回
全日本アンサンブルコンテスト出場回数：6回
2024年 打楽器八重奏(銀賞)
2022～2025年 全国高等学校野球選手権静岡大会の開会式演奏
2023年 第67回静岡まつり街頭アトラクション出演
2024年 音楽の祭典ベストアーティスト2024（日本テレビ）出演　コラボ企画SUPER EIGHT「オモイダマ」演奏
部訓は「共奏伝心」飛翔～静岡一美しい音～
部員数は100名を超える。
ステージ衣装は清水の海と空をイメージした「SHOYO BLUE」と呼ばれる青ブレザーに金ネクタイ。清水港かっぽれを演奏する際の特製はっぴがある。
2021年1月に港かっぽれステージ衣装のクラウドファンディングを行い、目標額160万円に対して倍以上の364万円を集め約20年ぶりにかっぽれ衣装が新調された。
演目の十八番は地元清水を代表して演奏する宇崎竜童作曲・杉浦邦弘編曲の「港かっぽれ」「かっぽれ侫武夛」「かっぽれエイサー」「かっぽれFUNK」「かっぽれSPECIAL」など、部内オーディションで選抜された専属の踊り手「かっぽれ隊」がある。

## 主な行事
- 学園オリンピック（5月：音楽部門）（7月：文化部門）（8月：スポーツ大会）
- 建学祭（文化祭）
- 修学旅行・高2（ベーシック：沖縄、アクセル：ハワイ）
- 建学記念式典
- 野球応援
- 遠足（3年・アクセル2年）
- 体育祭
- 演劇教室
- 薬学講座
- 現代文明論発表
- 弁論大会
- 強化部宿泊研修
- 夏期校内講習
- 夏期学習合宿（アクセル希望者　於：東海大学山中湖セミナーハウス）
- 東海大学湘南キャンパス見学
- 港かっぽれ総踊り 東海大学連参加

東海大学静岡キャンパスにある海洋学部・人文学部、付属静岡翔洋高校、同中等部、同小学校、同幼稚園の園児から大学生、卒業生、教職員ら関係者約200名からなる東海大学連として参加する。

## 特色

### 付属推薦入学制度
内部進学できる大学は以下の通り。付属推薦による進学率は毎年約50%以上である。
- 東海大学
- ハワイ東海インターナショナルカレッジ

### 学園オリンピック
東海大学の付属高校・中等部から、各分野において選抜された生徒が競い合い、学校間の交流を深める一大イベント。通称「学オリ」。国語・数学・英語・理科・芸術（造形・音楽）・スポーツ・知的財産・ディベートの9部門からなり、東海大学関連の各施設にて実施される。

### 海外研修
学園主催の特色ある海外研修がある。毎年冬に、希望者を募って「付属高校生のためのヨーロッパ研修旅行」を実施し、ヨーロッパ文化を体感し幅広い人間形成を図っている。また、高校3年生の1月-2月の50日間、ハワイ東海インターナショナルカレッジに留学して、実践的な英会話力の養成、国際的な視野の体得を目指す「ハワイ中期留学（SHIP:Senior High School Intercultural Program)」がある。

### 静岡キャンパス一貫教育
東海大学の幼・小・中・高・大 静岡キャンパス一貫教育校に指定されている。
- 東海大学
- 東海大学付属静岡翔洋小学校
- 東海大学付属静岡翔洋幼稚園

## 制服
冬服
- 男女とも紺ブレザー、黒のローファー着用[9]
- 男子はネクタイ、グレーのパンツ
- 女子はリボン、チェックのスカート

夏服
- 男女とも半袖ワイシャツ、黒のローファー着用
- 男子はグレーのパンツ
- 女子はリボン、チェックのスカート

## 学生寮
部活動が強豪であることから、県外や遠方の学生に対応するための寮が整備されている。
- 飛翔寮
- 望星寮
- けやき寮

## 著名な卒業生
プロサッカー選手
- 岩下潤（一高）：清水エスパルスユース監督
- 大嶽直人（一高）：元日本代表DF
- 三渡洲アデミール（一高）：イカイサッカー部監督、高校選手権得点王（1986年度）
- 内藤直樹（一中、一高）：清水エスパルススカウト
- 澤登正朗（一中、一高）：サッカー解説者、JFAアンバサダー、元日本代表MF、Jリーグ新人王（1993年）
- 平沢政輝（一高）：元トヨタ自動車、高校選手権得点王（1987年度）
- 行徳浩二（一高）：元FC岐阜監督
- 吉田康弘（一高）：元清水エスパルス
- 田坂和昭（一高）：元栃木SC監督、元日本代表DF、Jリーグ新人王（1994年）
- 大嶽真人（一高）：元セレッソ大阪
- 吉村寿洋（一高）：元ジュビロ磐田
- 濁澤一仁（一高）：元セレッソ大阪
- 森島寛晃（一高）：セレッソ大阪社長、元日本代表MF
- 服部年宏（一高）：ジュビロ磐田強化部長、元日本代表DF
- 伊東輝悦（一高）：アスルクラロ沼津、元日本代表MF
- 白井博幸（一高）：元清水エスパルス
- 熊埜御堂智（一高）：元柏レイソル、東京農業大学監督、DF
- 加島進一（一高）：元ヴィッセル神戸、ヴィッセルJrユース監督、DF
- 中原幸司（一高）：元清水エスパルス、GK
- 松原良香（一高）：フェリーチェFC代表、学習院中等科サッカー部コーチ、アトランタ五輪代表
- 伊藤卓（一高）：元名古屋グランパス
- 阿部謙作（一中、一高）：元ヴァンフォーレ甲府
- 川村淳一（一中、一高）: 元ヴィッセル神戸
- 鈴木啓太（一中、翔洋高）：元浦和レッズ、元日本代表MF
- 鈴木孝明（一中、翔洋高）：元サガン鳥栖
- 鈴木良和（翔洋高）：元湘南ベルマーレ
- 鈴木翼（翔洋高）：栃木ウーヴァFC
- 増田隼司（翔洋高）：いわてグルージャ盛岡
- 川口能活（一中）：元日本代表GK、Jリーグ新人王（1995年）
- 長橋康弘（一中）：川崎フロンターレ育成・普及コーチ
- 佐藤由紀彦（一中）：元清水エスパルス
- 入江徹（一中）：アルビレックス新潟ユースコーチ
- 平山智規（一中）：元柏レイソル
- 川島眞也（一中）：FC岐阜U-18コーチ
- 高原直泰（一中）：沖縄SV、元日本代表FW、Jリーグ得点王&MVP（2002年）
- 河野淳吾（一中）：元サンフレッチェ広島
- 小林大悟（一中）：元清水エスパルス、元日本代表MF
- 佐野裕哉（一中）：FCマルヤス岡崎
- 狩野健太（一中）：川崎フロンターレ
- 福宮弘乃介（翔洋高）：高知ユナイテッドSC
- 石井健太（翔洋高）：テゲバジャーロ宮崎
- 河上将平（翔洋高）：カマタマーレ讃岐
- 望月竜次（翔洋高）：藤枝MYFC
- 秋葉竜児（翔洋高）：元ベガルタ仙台
- 松島仁（一高）：元清水エスパルス
- 小島卓（翔洋高）：元ヴィッセル神戸、日本サッカー協会登録仲介人
- 山田泰寛（一高）：元清水エスパルス
- 杉本雅央（一高）：元清水エスパルス
- 江本城幸（一中、一高）：元FCプリメーロ
- 佐野友昭（一高）：サッカー指導者、元水戸ホーリーホック
- 大石悠介（翔洋中）：ギラヴァンツ北九州

プロ野球選手
- 川端崇義（一中）オリックス・バファローズ
- 小林敦（一中）千葉ロッテマリーンズ
- 松本直晃（翔洋高）元埼玉西武ライオンズ
- 堀内謙伍（翔洋中）東北楽天ゴールデンイーグルス
- 望月源氏（翔洋中）富山GRNサンダーバーズ
- 奥村光一（翔洋高）埼玉西武ライオンズ

ラグビー選手
- 望月諒（翔洋高）クボタスピアーズ
- 宍戸要介（翔洋高）キヤノンイーグルス
- 斎藤怜央（翔洋高）JR東日本、元ヤクルトレビンズ

| - 春風亭昇太 - 落語家 - 田辺鶴遊 - 講談師 - 近藤修司 - プロレスラー - 星野一義 - レーシングドライバー（中退） - 岩崎正洋 - 日本大学法学部教授 - 杉浦邦弘 - 作曲家、編曲家、打楽器奏者 - 大沢聡 - オカリナ奏者 - 矢邉新太郎 - サクソフォン奏者、音楽監督、ラジオパーソナリティ - 市川和彦 - トランペット奏者、新日本フィルハーモニー交響楽団副主席 - 望月誠人 - トロンボーン奏者 - 望月彦男 - 元プロ野球選手 - 後藤和昭 - 元プロ野球選手 - 内田順三 - 元プロ野球選手、くふうハヤテベンチャーズ静岡コーチ（打撃アドバイザー） - 井辺康二 - 元プロ野球選手 - 鈴木平 - 元プロ野球選手 - 畑喜美夫 - サッカー指導者 - 塚田信哉 - 柔道家 - 大原尚喜 - 柔道家 - 矢野智彦 - 柔道家 - 佐藤康一郎 - 経済学者、専修大学経済学部教授 - バカボン鬼塚 - ナレーター、ラジオパーソナリティ - 国持晴彦 - 元競輪選手 - 伊藤勝也 - 元競輪選手、解説者 - 小林正枝 - 元衆議院議員 - 加藤丈文（かせきさいだぁ） - ラッパー、作詞家、漫画家 - 重野克明 - 芸術家、版画家 - 渡辺祐香 - 馬術選手、アテネオリンピック障害飛越の日本代表 - 太田充 - 高校野球指導者、立正大淞南硬式野球部監督 | - 青木真也 - プロレスラー、総合格闘家、柔術家 - 稲木良光 - プロコントラバス奏者・指揮者 - 青山道雄 - 元プロ野球選手 - 五十嵐英樹 - 元プロ野球選手 - 吉永幸一郎 - 元プロ野球選手 - 森中聖雄 - 元プロ野球選手、アトランタオリンピック日本代表 - 柴田英嗣 - お笑いタレント：アンタッチャブル - 高木虎之介 - F1レーシングドライバー - 鈴木克馬 - 清水エスパルス日本平スタジアムDJ、ラジオパーソナリティ - 星野和音 - 音楽監督、指揮者、バストロンボーン奏者 - 渡辺みなみ - 女優 - 中島涼太 - プロフットサル選手、元ヴォスクオーレ仙台 - 愛鷹亮 - キックボクサー、Bigbang初代ヘビー級王者、K-1ファイター - 宮崎莉緒 - ミス・ユニバース・ジャパン日本代表、2021-2022年埼玉西武ライオンズBLUE LEGENDSメンバー、2025-ファイターズガールメンバー - 吉田響 - 陸上競技選手 - 奥村光一 - プロ野球選手、埼玉西武ライオンズ所属 - フロレス・アリエ - 陸上競技選手 - 岸川和広 - プロ野球選手、オイシックス新潟アルビレックス・BC所属 - 井戸穂花 - プロ野球選手、埼玉西武ライオンズ・レディース所属 |

## 著名な教職員・関係者
- 原俊介 - 元プロ野球選手、高校硬式野球部元監督
- 小倉清一郎 - 元社会人野球選手（捕手）、日本の高校野球指導者、高校硬式野球部元コーチ
- 北田晃三 - 柔道家、高校柔道部監督、教頭補佐・危機管理室長・健康推進室長
- 眞境名オスカー - フットサル指導者、高校フットサル部コーチ
- 津高宏行 - 元ラグビートップリーグ選手、高校ラグビー部監督
- 鈴木克美 - 柔道家、元高校柔道部監督

## エピソード
- 2022年9月24日に発生した台風15号による静岡県内の豪雨が原因で、静岡市清水区において大規模な断水被害が発生した。その際、被災した近隣住民への支援を静岡翔洋高校にて実施した。支援は卒業生の其田一生(mocoas社長)が企画してボランティアや物資の支援を募り、10,000個以上の物資を配布した。配布には同校の生徒や東海大学生のほか、ベルテックス静岡の選手、タレントの紗栄子や桃華絵里、同高OBの鈴木啓太・愛鷹亮なども参加した。その後支援の輪が広まり格闘家の山本美憂が友人とトラックいっぱいの物資を届け更に浜崎あゆみも桃華絵里と連絡を取り合い、インスタグラムのストーリーズで情報を共有、その後物資を集め現地の児童施設や老人施設などに物資を届けた[10][11][12][13]。

## アクセス
- しずてつジャストライン「東海大学・海技短大前」停留所
- スクールバスは富士宮・富士便、吉原便、清水便、北街道便、静岡便、用宗・南幹線便、吉田便、藤枝便の計8路線が運行している。